# Hinsegin dagar
Hinsegin dagar (engelska: Reykjavik Pride) är en årlig pridefestival i Reykjavík i Island som arrangerats varje år sedan 1999.
Den första festivalen besöktes av 1 500 personer, men redan året efter hade antalet stigit till 12 000. Samma år arrangerades  också den första prideparaden. 
Paraden, som har kallats världens största lilla prideparad, samlar numera uppemot 100 000 deltagare varje år. Deltagarna samlas i närheten av Hallgrímskirkja och tågar genom centrum till avslutningen i Hljómskálagarðurinn.
Jón Gnarr deltog i paraden utklädd till dragqueen när han var borgmästare i Reykjavik.

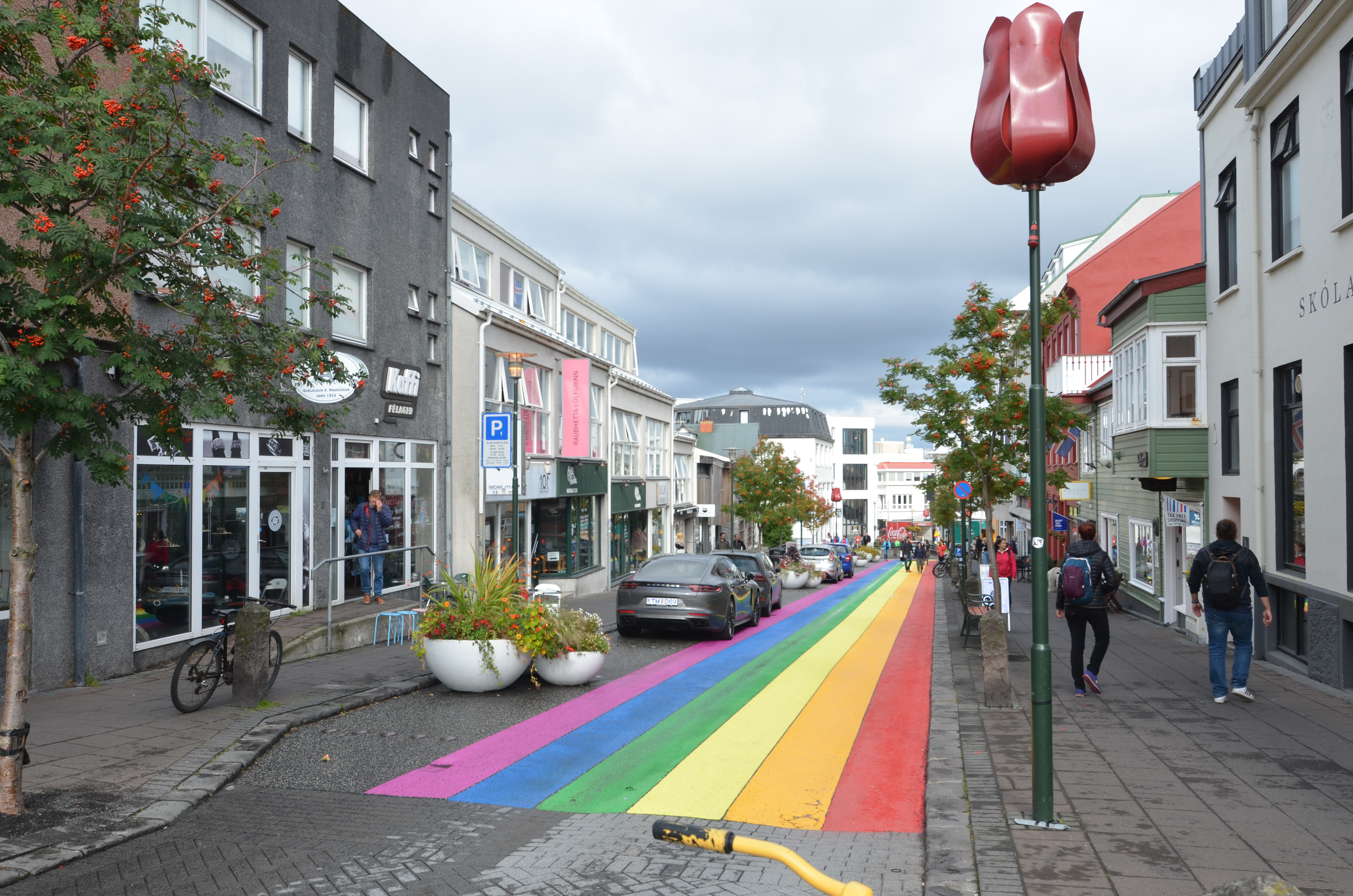
Skólavörðustígur i regnbågsfärger.

År 2015 beslöt myndigheterna att måla en av gatorna i stadens centrum i regnbågsfärger under festivalen. Färgerna tvättades bort efter festivalen, men numera är asfalten på Skólavörðustígur regnbågsfärgad året runt.
Åren 2020 och 2021 ställdes festivalen in på grund av covid-19-pandemin.